# 生物能源与碳捕获和储存

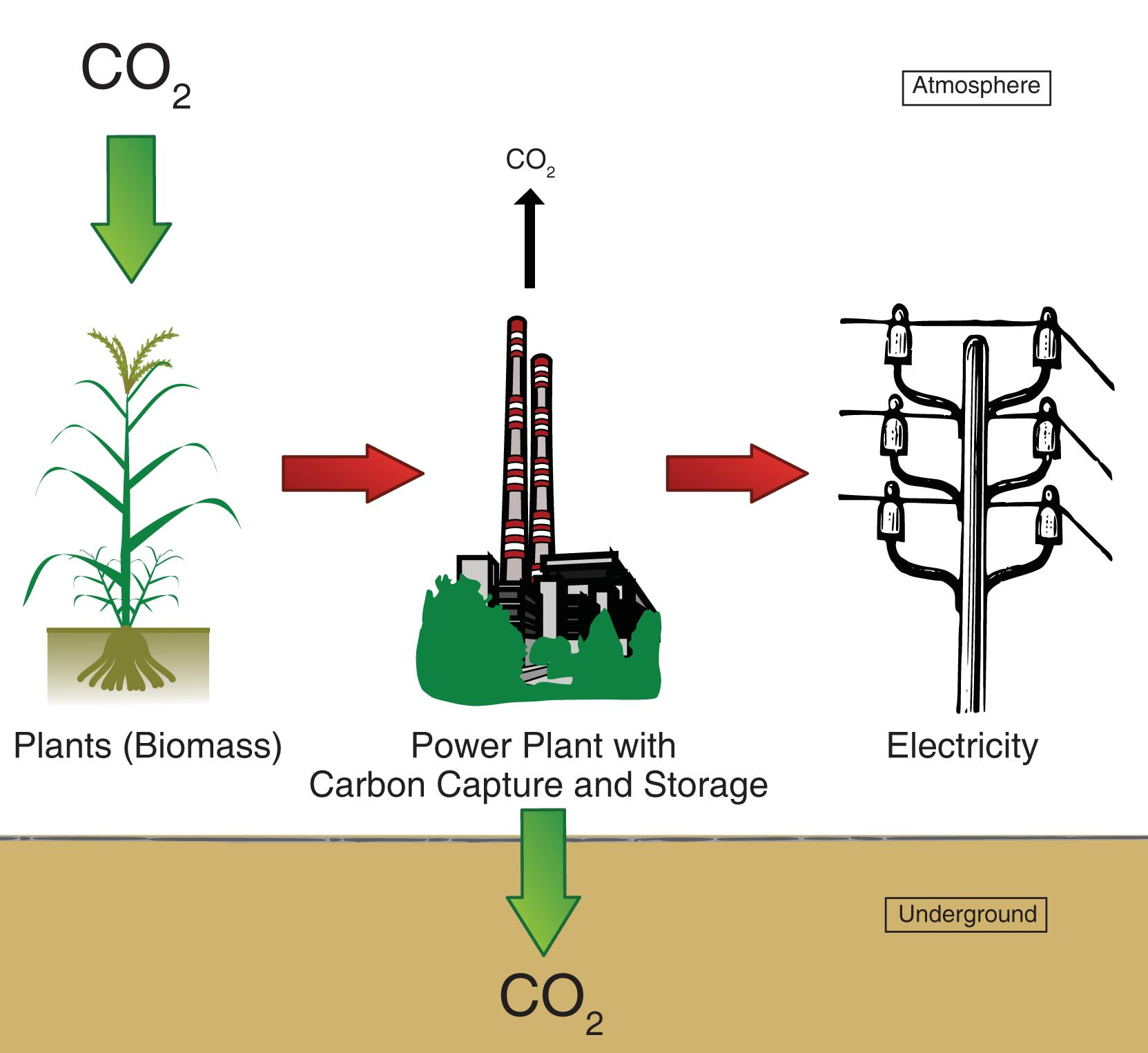
BECCS圖示舉例：附設碳捕集與封存設施的生物能源發電廠。

生物能源與碳捕集和儲存（英語：Bioenergy with carbon capture and storage，簡稱BECCS）是一種結合生物能源、碳捕集與封存（CCS）技術的複合式方法，目的在減少大氣中的二氧化碳濃度，達到氣候變化緩解的目的。理論上，BECCS可算是一種"負排放技術"(NET)，雖然許多政府和產業界認為將此大規模部署可能"會帶來重大的經濟、技術和社會可行性的挑戰，威脅到糧食安全和人權，並會超越多個地球限度而產生不可逆轉的風險。"生物質中的碳元素來自大氣中的二氧化碳，是生物質在生長過程中所吸收溫室氣體中的主要成分。當生物質被利用時，通過燃燒、發酵、熱裂解或其他轉化方法，可將生物質中的能量（生物能源）以電能、熱能、生物燃料等形式呈現。
生物質中的碳有部分會轉化為二氧化碳或生物炭，可透過地質封存或土地應用方式進行儲存，而實現二氧化碳移除 (CDR)。
BECCS的潛在負排放數量估計為每年0至220億噸。截至2019年，全球有5個地點正積極使用BECCS技術，每年可捕獲約150萬噸二氧化碳。而廣泛部署BECCS會受到生物質的成本及其數量的限制。:10

## 負排放

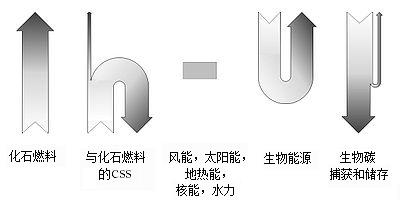
不同能源系统的碳流动示意图。

BECCS的主要吸引力在於其能實現二氧化碳負排放 - 透過生產生物能源來補集二氧化碳可有效去除大氣中的二氧化碳。
生物能源由生物質產生，生物質是一種再生能源，在生物質生長過程中可充當碳匯。在工業過程中將生物質燃燒或加工，會將二氧化碳重新釋放進入大氣。CCS技術用於攔截釋放到大氣中的二氧化碳，並將其重新引導到地質儲存地點或是混凝土中。此過程將可能導致二氧化碳淨零排放，但會因為生物質生長、運輸和加工相關的碳排放而發生正或負的變化（參見下文中"環境考量"一節）。與生物質相關的二氧化碳不僅會從燃燒生物質發電廠釋放，而且會在生產紙漿以及生物燃料（例如生物燃氣和生物乙醇）的過程中釋放。 BECCS技術也可用於工業流程，例如於前述的造紙生產過程和水泥製造。
BECCS技術以半永久性的方式將二氧化碳封存在地質構造中，而樹木僅能在其生命週期內儲存碳。於2005年的估計，透過地質封存的二氧化碳，有99%以上有機會在原地保存1,000多年。 聯合國政府間氣候變化專門委員會（IPCC）於2005年估計，BECCS技術將二氧化碳儲存在地質構造中，會較其他類型的碳匯有"更持久的封存效果"。海洋、樹木和土壤等碳匯在氣溫升高時有不利的氣候變化反饋風險。
工業製程釋放過多的二氧化碳，傳統碳匯如樹木和土壤等無力將其完全吸收，因此沒法達到降低排放的目標。全球除目前已累積的溫室氣體排放量外，即使在最具雄心的低排放情景中，本世紀仍會出現大量額外排放量。因而BECCS被建議作為一種扭轉排放趨勢，並創建全球淨負排放的技術。這表示不僅是淨零排放，而是更進一步的負排放，有機會將大氣中二氧化碳的絕對數量降低。

## 成本
估計BECCS的成本為每噸二氧化碳60-250美元。
據估計，將海水電解與由非化石燃料發電提供動力的海洋礦物風化兩種技術結合（稱為地球電化學法），可較BECCS在能量生產和二氧化碳去除量平均提高50倍以上，且會耗用相當或甚至是更低的成本，然而前述概念過於先進，仍需進一步研究與驗證。

## 技術
從生物來源捕集二氧化碳的主要技術與從傳統化石燃料來源捕集二氧化碳的相同。一般而言有三種技術：燃燒後捕集、燃燒前捕集和富氧燃燒。

### 富氧燃燒

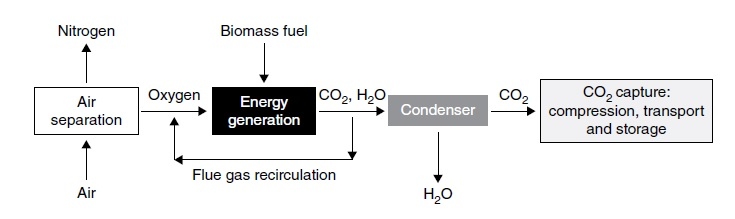
概略描述富氧燃燒法從生物質捕集碳的關鍵流程和階段。在冷凝水蒸氣而將之去除時仍需做淨化處理。

富氧燃燒是玻璃、水泥和鋼鐵業中的常見製程。對CCS來說，這也是一種有前景的技術。富氧燃燒與傳統燃燒的主要區別在於將燃料置於純氧和回收煙道氣的混合物中燃燒。 氧氣由空氣分離裝置 (ASU) 產生，ASU從通過氧化劑的空氣中將其中的氮氣移除，利用如此而來的純氧參與燃燒，而產生含有高濃度二氧化碳和水蒸氣的煙道氣，水蒸氣透過冷凝後去除，留下純度相對較高的二氧化碳流，而無需使用燃燒後捕集裝置。由此而得的二氧化碳經後續純化和脫水後，可輸送到地質儲存點。
使用富氧燃燒進行BECCS的主要挑戰與燃燒過程相關。由於生物質含有較高的揮發成分，將其粉碎時必須維持較低的溫度，以減少發生火災和爆炸的風險。另外，由此產生的火焰溫度較低，而須將氧氣濃度增加27-30%。

### 燃燒前捕集
"燃燒前補集"指的是在產生能量之前即捕集二氧化碳的過程。通常透過五個階段來完成：氧氣生成、合成氣生成、二氧化碳分離、二氧化碳壓縮和發電。燃料首先經歷氣化，即與氧氣反應形成一氧化碳和氫氣的混合流（即合成氣）。然後合成氣透過水煤氣變換反應裝置將二氧化碳和氫氣分離。由此而來的二氧化碳將被捕集，而清潔來源的氫氣將用於燃燒而發電。氣化與合成氣生產結合的過程稱為整體煤氣化聯合循環（IGCC）。空氣分離裝置（ASU）可作為氧氣來源，但一些研究發現在相同的煙道氣中使用氧氣進行氣化僅比使用空氣進行氣化稍好一些。兩者皆以煤碳為燃料，熱效率約為70%。因此燃燒前捕集的流程實際上不需用到ASU。
生物質通常"不含硫"，可作為燃燒前捕集的燃料。然而實際上生物質中仍有其他微量元素，例如鉀和鈉，可在系統中累積並最終導致機械部件退化。因而需要進一步開發分離這些微量元素的技術。此外，在氣化過程後，生物質來源的合成氣中二氧化碳的質量佔比為13%至15.3%（而煤碳來源二氧化碳質量佔比僅為1.7%至4.4%）。這會限制水煤氣變換過程中一氧化碳轉化為二氧化碳的程度，並降低氫氣的產率。然而，使用生物質的燃燒前補集流程的熱效率與煤碳相似，約為62%至100%。一些研究發現，使用乾式系統代替生物質/水漿料更具熱效率和實用性。

### 燃燒後捕集
除燃燒前捕集和富氧燃燒技術之外，燃燒後捕集也是一種有前景的技術，可在生物質燃燒後將二氧化碳捕集。在此過程中，將生物質燃燒產生的煙道氣中的二氧化碳與其他氣體分離。由於此法對一些現有發電廠（例如使用蒸汽鍋爐或其他新建發電廠）可利用設備改造的方式進行，因此被認為是比燃燒前捕集更好的選擇。根據於2018年3月發佈的《美國生物能源消耗和碳捕集與封存》說明書，估計燃燒後捕集技術的效率為95%，而燃燒前捕集和富氧燃燒捕集二氧化碳的效率為85%和87.5 %。
由於燃燒後捕集的技術存在一些問題，目前尚未完全成熟。使用此技術捕集二氧化碳的主要問題之一是寄生負載耗能（parasitic energy consumption）。如果機組容量設計較小，其向周圍散失的熱量就很大，足以造成太多的負面後果。此技術的另一個挑戰是如何處理生物質燃燒產生煙道氣中的混合物成分。此類混合物含有大量鹼金屬、鹵素、酸性元素和過渡金屬，可能會對過程效率產生負面影響。因此在具體溶劑的選擇以及如何管理溶劑方面應仔細設計和運作。

## 生物質原料
BECCS使用的生物質來源包括農業殘留物和廢棄物、林業殘留物和廢棄物、工業和城市廢棄物以及專門種植用作燃料的能源作物。目前的BECCS專案所採的是從生物乙醇工廠和都市固體廢棄物回收中心捕獲二氧化碳。
確保使用生物質的碳捕集可行且能達到碳中和，須克服各種挑戰。生產生物質材料需用到數量龐大的水和肥料，而這些投入本身就存在資源破壞、衝突和肥料徑流等環境挑戰。第二項挑戰是物流：分離出來的大量二氧化碳需要運送到能妥善封存的地質環境。

## 專案和商業運作設施
全球截至2017年已設有23個BECCS項目，其中大部分位於北美和歐洲。

### 乙醇工廠
美國伊利諾州工業碳捕集與封存（IL-CCS）專案於21世紀初啟動，是第一個工業級規模的生物能源與碳捕集和封存計畫。 IL-CCS位於伊利諾州迪凱特，從阿徹丹尼爾斯米德蘭 (Archer Daniels Midland，ADM) 乙醇工廠捕集二氧化碳，並將其注入西蒙山砂岩地質構造中。 IL-CCS計畫分為兩個階段。試點階段從2011年11月持續到2014年11月，花費資本約8,400萬美元。在此期間已成功捕集並封存100萬噸二氧化碳，在注入區並未發現有任何洩漏，會持續監測以供將來參考。第二階段於2017年11月開始，利用相同的注入區，所需資本約為2.08億美元，包括來自美國能源部提供的1.41億美元資金。此階段的捕集能力較之前的試點計畫提高兩倍，讓專案每年捕集超過100萬噸二氧化碳。截至2019年，IL-CCS專案是世界上最大的BECCS計畫。
除IL-CCS之外，還有其他幾個較小規模從乙醇工廠捕集二氧化碳的項目。包括：
- 位於美國堪薩斯州阿卡隆 (堪薩斯州)的工廠：捕集0.18-0.29百萬噸二氧化碳/年
- 位於荷蘭的OCAP公司：捕集0.1-0.3百萬噸二氧化碳/年
- 位於加拿大的Husky Energy公司：捕集0.09-0.1百萬噸二氧化碳/年

### 垃圾焚化廠
世界各地有些垃圾焚化廠設有碳捕集裝置，但截至2021年，沒有一間將捕集的二氧化碳封存，而是以各種方式再予利用。例如於荷蘭德伊芬的一家工廠將捕集的二氧化碳用來提高溫室中的作物產量。一間位於日本佐賀市的工廠利用二氧化碳進行藻類培植。

### 生物能源發電廠
歐盟從2021年開始對一間名為Stockholm Exergi的能源公司（位於斯德哥爾摩）現有，以生物質為燃料的熱電聯產工廠改造提供資助。透過將熱碳酸鉀與發電廠排放的煙道氣混合來捕集二氧化碳，這是此項技術首次被大規模應用。捕集的二氧化碳先被液化，以利運輸，並封存在約800公尺深的海底地質含水層和枯竭的油氣田中。 微軟於2014年宣佈購買Stockholm Exergi永久清除的330萬公噸的二氧化碳，作為該公司碳排放抵消額度用途。
英國政府於2024年批准投資德拉克斯發電站四座碳捕集裝置中的兩座，預計該發電廠每年將可捕集近800萬噸二氧化碳。

## 挑戰

### 環境考量
廣泛實施BECCS的一些環境考量和其他問題與CCS類似。然而對CCS的大部分批評是它可能會加強對終將枯竭的化石燃料和對環境造成破壞的煤碳開採的依賴。 BECCS的情況並非如此，因為它依賴再生生物質。然而，還有其他涉及BECCS的考量因素，這些擔憂與生物燃料的預計使用增加有關。生物質生產受到一系列永續性限制，例如：耕地和水資源短缺、生物多樣性喪失、與糧食生產競爭和森林砍伐。確保生物質的利用能實現能源和氣候的效益最大化非常重要。一些建議的BECCS部署情景因過度依賴生物質投入而受到批評。
以工業化規模運作BECCS需要用到大面積土地。例如要消除100億噸二氧化碳，需要超過3億公頃的土地（比印度國土面積還大）。BECCS因此面臨會用到更適合農業和糧食生產土地的風險，特別是有可能在開發中國家發生。
這類方式可能還有其他負面影響。然而，目前尚無必要擴大生物燃料以提供能源或工業的應用。如今已有許多生物質產生的二氧化碳點源造成大量排放，可供BECCS發揮。然而在未來透過適當的政策誘因，BECCS仍可能在限制全球升溫遠低於2°C的工作中扮演重要角色。
IPCC第六次評估報告中指出："透過BECCS以及造林來廣泛部署生物能源將需要比以前使用更多的淡水資源，而會改變區域內的水循環（高置信度），並在下游用途、生物多樣性和區域氣候產生影響，取決於先前的土地植被、背景氣候條件和部署規模（高置信度）。"

### 技術挑戰
應用BECCS技術的挑戰是找到合適的地點來建造工廠並封存捕集到的二氧化碳，與其他碳捕集與封存技術並無不同。如果生物質來源距離燃燒裝置遠的話，運輸也會產生二氧化碳排放，抵消此技術捕獲的二氧化碳數量。 BECCS也有生物質燃燒效率方面的問題。雖然每種生物質具有不同的熱值，但通常它是一種低品質燃料。生物質熱轉化的效率通常為20-27%。相較之下，燃煤發電廠的效率約為37%。
BECCS還有另一問題，即該過程是否實際上能產生淨能量 - 由於低能量轉換效率、生物質產生所需的能源強度，再加上CCS裝置所需的能源，均會造成能源損失，而可能會導致利用生物質發電的效率低下。

## 其他相關二氧化碳來源
| 來源          | 二氧化碳來源 | 所屬經濟部門 |
| ------------- | --- | ------------ |
| 乙醇生產      | 將生物質如蔗糖、小麥及玉米發酵，會產生二氧化碳（副產品） | 工業         |
| 造紙 水泥生產 | - 由回收鍋爐產生的二氧化碳。 - 由水泥廠石灰窯產生的二氧化碳。 - 造紙業在黑液和樹皮、木材等生物質氣化反應過程中產生的二氧化碳。 - 在整體煤氣化聯合循環過程中燃燒生物質，生產合成氣會產生大量二氧化碳。 | 工業         |
| 生物燃氣生產  | 在生物燃氣淨化過程中，須將二氧化碳與甲烷分離，以生產更高品質的燃料。 | 工業         |
| 發電廠        | 燃燒生物質或生物燃料，產生蒸氣驅動發電機，會產生二氧化碳（副產品） | 能源產業     |
| 供熱廠        | 燃燒生物質或生物燃料，產生熱量，通常作區域供暖之用，也會產生二氧化碳（副產品） | 能源產業     |

### 農林殘留物
全球每年產生14吉噸（Gt=十億噸）林業殘留物和4.4吉噸農作物殘留物（主要來自大麥、小麥、玉米、甘蔗和水稻）。這大量的生物質經燃燒後每年可產生26EJ（EJ=1018焦耳）的熱量，利用BECCS技術可實現2.8吉噸的二氧化碳負排放。利用殘留物產生的能源進行碳捕獲將為農村社區帶來社會和經濟效益。BECCS利用農作物和林業廢棄物是種應對生態和社會挑戰的方法。
在推廣中的森林生物能源策略，將森林殘留物予以氣化後發電，已在許多開發中國家獲得政策支持，因為此類生物質豐富且可便宜取得（是傳統林業的副產品）。此外，採森林殘留物氣化發電能持續進行，與風能和太陽能發電所具的間歇性不同，且可以機動方式發電以滿足需求的變化。林業具有有利地位，可在促進森林生物能源戰略採用和升級以應對能源安全和氣候變化而發揮作用。然而在森林生物能源研究中，利用森林殘留物進行生物發電的經濟成本及其對傳統林業經營的潛在財務影響卻鮮有研究，特別是在開發中國家，若能深入研究木材與生物電力聯合生產的經濟可行性，將有助於更全面評估此一發展機會。

### 都市固體廢棄物
由於都市固體廢棄物中含有一些生物質，如食物、木材和紙張，廢棄物焚燒在一定程度上可被視為生物能源。估計全球約44%的廢棄物由食物和綠色垃圾組成，另外17%是紙張和紙板。估計碳捕獲技術可減少垃圾焚化爐的碳排放量，每焚化一公斤垃圾可減少700公斤的二氧化碳排放（假設捕獲率為85%）。具體的垃圾成分對捕獲率影響不大。

### 煤炭與生物質混燒
全球截至2017年約有250座混燒工廠，其中40座設於美國。生物質與煤碳混燒的效率接近燃燒煤碳的。與混燒相比，可能更佳的選擇的是將電廠的一台或多台發電機組完全轉換使用生物質燃料。

## 政策
根據《京都議定書》，CCS計畫未列入為清潔發展機制（CDM）或共同實施（JI）計畫的減排工具。截至2006年，有越來越多的人支持將化石燃料碳捕獲與封存 (CCS) 和生物能源與碳捕獲和儲存 (BECCS)納入京都議定書和《巴黎協定》。關於如何實施這兩種技術的會計研究也已經完成。

### 歐盟
歐盟制定鼓勵使用生物能源的政策，例如再生能源指令 (RED) 和燃料品質指令 (FQD)，要求生物質、生物液體和生物燃氣到2020年佔總能源消耗的20%。

### 瑞典
瑞典能源署受瑞典政府委託，設計瑞典BECCS支援系統，將於2022年啟動。

### 英國
英國氣候變化委員會建議到2050年，航空生物燃料應佔航空燃料總需求的10%，且一旦技術成熟，所有航空生物燃料都應採用CCS技術生產。:159

### 美國
經支持CCS者多年的努力，終於讓美國國會於2018年增加並延長針對碳截存的第45Q稅收抵免條款。對於安全地質封存每噸二氧化碳，稅收抵免從25.70美元增加到50美元，而對用於增強石油採收的每噸二氧化碳，稅收抵免從15.30美元增加到35美元。

## 大眾認知
一篇於2020年發表，名為《公眾對氣候工程仍缺乏了解且抱持戒心（The public remain uninformed and wary of climate engineering）》的研究報告，提出在2018年從事一項涉及來自英國、美國、澳大利亞和紐西蘭的線上小組受訪者研究，顯示受訪者事先對BECCS技術知之甚少。對受訪者觀感的測量表明公眾對BECCS的看法既有正面，也有負面。在此四國中，45%的受訪者表示支持BECCS的小規模試驗，而只有21%的受訪者表示反對。與其他二氧化碳移除方法如直接空氣捕獲和增強風化相比，BECCS受到中等程度的偏好，而遠比太陽輻射管理更受歡迎。
於2019年在英國牛津郡所做的一項研究，發現公眾對BECCS的認知受到用於支持該做法相關政策的顯著影響。參與者普遍贊成稅收政策和實施標準，而對政府出資一事，看法各異。